# OnlySee
Albums de Sia
Healing Is Difficult
(2001)
OnlySee est le premier album de la chanteuse australienne Sia Furler, sorti en 1997.

## Liste des titres
| No  | Titre                    | Durée |
| --- | ------------------------ | ----- |
| 1.  | Don't Get Me Started     | 05:33 |
| 2.  | I Don't Want to Want You | 05:02 |
| 3.  | Onlysee                  | 04:14 |
| 4.  | Stories                  | 04:40 |
| 5.  | Madlove                  | 01:13 |
| 6.  | A Situation              | 04:21 |
| 7.  | Shadow                   | 03:47 |
| 8.  | Asrep onosim             | 06:01 |
| 9.  | Take It To Heart         | 04:37 |
| 10. | Beautiful Reality        | 04:31 |
| 11. | Soon                     | 02:39 |
| 12. | One More Shot            | 03:36 |
| 13. | Tripoutro                | 02:01 |